# Cora och Alonzo
Cora och Alonzo är en opera i tre akter med musik av Johann Gottlieb Naumann och librettot av Gudmund Jöran Adlerbeth efter Jean-François Marmontels Les Incas ou la destruction de Vempire de Perou. Baletten gjordes av Louis Gallodier och 1817 av Ledet.
Operan framfördes konsertant den 15 mars 1780 i Dresden. Den uruppfördes sceniskt 30 september 1782 på invigningen av Gustavianska operahuset i Stockholm. Operan framfördes 42 gånger mellan 1782 och 1832. Scenografin gjordes av Jakob Mörck och Louis Jean Desprez.

## Handling
Operan handlar om inkaprinsessan Cora som mot sin vilja ska vigas till solgudens prästinna. Hon vill inte vigas då hon är förälskad i spanjoren Alonzo. Alonzo försöker befria Cora och lyckas först befria henne den tredje gången. Operan slutar med att Cora och Alonzo till slut får varandra.

## Roller
| Roller                                  | Stämma | Konsertant premiärbesättning den 15 mars 1780 (Dirigent: - ) | Scenisk premiärbesättning den 30 september 1782 (Dirigent: - ) |
| --------------------------------------- | ------ | ------------------------------------------------------------ | --- |
| Cora, solens prästinna                  |        |                                                              | Franziska Stading |
| Alonzo, spansk riddare                  |        |                                                              | Carl Stenborg |
| Ataliba, kung i Qvito                   |        |                                                              | Christopher Christian Karsten |
| Zulma, översteprästinna i Solens tempel |        |                                                              | Elisabeth Olin |
| Coras bror                              |        |                                                              | Lars Hjortsberg |
| Översteprästen i Solens tempel          |        |                                                              | Hans Björkman |
| Palmore, Coras far                      |        |                                                              | Anders Nordén |
| Eline, Coras mor                        |        |                                                              | Maria Smedberg |
| Präster och prästinnor (kör)            | -      |                                                              | |
| Prästinnor (balett)                     | -      |                                                              | Lundblad, Granberg, Linberg, Westberg, Söderberg, Molitor, Ulr. Schubart, Slottberg, Wetterberg den äldre, Greta Schubardt, Sundström, Christina Wetterberg, Wibbling och Myrman.                                                                            |
| Peruanskt folk (kör)                    | -      |                                                              | |
| Peruanskt folk (balett)                 | -      |                                                              | Antoine Bournonville, Du Tillet, Bournonville, Sagnier, Åkerberg, Spozzi, von Melen, G. Bergström, Neissander, Rosenlund, Svab, Caroline Wetterberg, Linrot, Svennerberg, Hyphoff den äldre, Brandt, Schneifs, Hyphoff den yngre, Brelin, Åberg och Wessman. |
| Peruaner (balett)                       | -      |                                                              | Louis Gallodier, Carlo Uttini, Magdalena Lundblad, Charlotte Slottsberg, von Melen, Spozzi, G. Bergström, Åkerberg, Carol. Wetterberg, Linrot, Hyphoff den äldre och Svennerberg.                                                                            |
| Spanjorer (balett)                      | -      |                                                              | Antoine Bournonville, Bournonville, Wibbling, Bucherr, Öberg, Berner, Granberg, Linberg, Söderberg och Molitor. |
| Negrer (balett)                         | -      |                                                              | Marcadet, Raimond, Sagnier, Neissander, Hedman och Biurman. |
| Peruanskt landfolk (balett)             | -      |                                                              | Du Tillet, Susanna Wetterberg, Greta Schubardt, Westberg och Wibbling. |